# Syringa pinetorum
Syringa pinetorum ist ein Strauch mit lilafarbenen oder blassroten Blüten aus der Familie der Ölbaumgewächse (Oleaceae). Das natürliche Verbreitungsgebiet liegt in China.

## Beschreibung
Syringa pinetorum ist ein 1 bis 3 Meter hoher Baum mit stielrunden, zottig oder schwach flaumig behaarten und später langsam verkahlenden Zweigen. Die Laubblätter haben einen 2 bis 7 Millimeter langen Stiel. Die Blattspreite ist krautig, einfach, 1,5 bis 2,5, selten bis 4 Zentimeter lang und 0,8 bis 2, selten bis 3 Zentimeter breit, eiförmig-lanzettlich bis lanzettlich, mit spitzer oder zugespitzter Blattspitze und keilförmiger bis breit keilförmiger Basis. Die Blattoberseite ist spärlich behaart bis beinahe kahl, die Unterseite ist entlang der Blattadern fein behaart.
Die Blüten wachsen in 4 bis 11 Zentimeter langen und 3 bis 6 selten 8 Zentimeter durchmessenden, seitständigen, aufrechten und lockeren Rispen. Die Blütenstandsachse ist schwach flaumhaarig. Die Blüten haben einen 0 bis 3 Millimeter langen, schwach flaumhaarigen Stiel. Der Kelch ist 1,5 bis 3 Millimeter lang und ebenfalls schwach flaumhaarig. Die Blütenkrone ist lilafarben oder blassrot und 1 bis 1,5, selten bis 2 Zentimeter breit. Die Kronröhre ist 6 bis 10, selten 15 Millimeter lang und zylindrisch. Die Kronlappen sind eiförmig bis elliptisch und ausgebreitet. Die Staubbeutel sind gelb und reichen bis etwa 3 Millimeter unter dem Schlund der Kronröhre. Als Früchte werden 0,8 bis 1,5 Zentimeter lange, lang elliptische bis lanzettliche, glatte Kapseln gebildet. Syringa pinetorum blüht von Mai bis Juli, die Früchte reifen von Juli bis September.

## Verbreitung
Das natürliche Verbreitungsgebiet liegt in China im Westen von Sichuan, im Südosten des Autonomen Gebiets Tibet (Xizang) und im Nordwesten von Yunnan. Dort wächst die Art in Waldrändern in Tälern und in Pinienwäldern in Höhen von 2200 bis 3600 Metern.

## Systematik
Syringa pinetorum ist eine Art aus der Gattung der Flieder (Syringa) in der Familie der Ölbaumgewächse (Oleaceae). Dort wird die Gattung der Tribus Oleeae zugeordnet. Die Art wurde 1916 von William Wright Smith erstmals wissenschaftlich beschrieben. Der Gattungsname Syringa wurde von Linné 1753 gewählt, zuvor ab etwa dem 16. Jahrhundert wurde der Name sowohl für den Gemeinen Flieder (Syringa vulgaris) als auch für den Europäischen Pfeifenstrauch (Philadelphus coronarius) verwendet. Er wurde wahrscheinlich von der griechischen „syrigs“ abgeleitet, einem Blasinstrument, das man aus den Ästen des Pfeifenstrauchs herstellen kann.

## Nachweise